# Lech Ludorowski
Lech Ludorowski (ur. 1929 w Kowlu) – polski literaturoznawca, dr hab., kierownik Zakładu Dziennikarstwa Wydziału Politologii Uniwersytetu Marii Curie-Skłodowskiej. Prezes Zarządu Towarzystwa Imienia Henryka Sienkiewicza

## Życiorys
Obronił pracę doktorską, następnie uzyskał stopień doktora habilitowanego. Otrzymał nominację profesorską. Pracował w Wyższej Szkole Zarządzania i Bankowości w Poznaniu, a także piastował funkcję kierownika w Zakładzie Dziennikarstwa na Wydziale Politologii Uniwersytetu Marii Curie-Skłodowskiej.
W 2015 został odznaczony Srebrnym Medalem „Zasłużony Kulturze Gloria Artis”.